# Amy Grant
Amy Lee Grant (née le 25 novembre 1960) est une auteur-compositeur-interprète américaine de musique chrétienne contemporaine évangélique et de musique country.

## Biographie
Elle est née le 25 novembre 1960 à Augusta, en Géorgie. Elle est une arrière-petite-fille du philanthrope de Nashville A. M. Burton. En 1967, elle a déménagé à Nashville, Tennessee avec sa famille. En 1973, elle a commencé à fréquenter l'église Belmont Church, qui compte plusieurs artistes de musique chrétienne.

### Carrière
Elle sort son premier album homonyme Amy Grant en 1977. L'album connait un véritable succès parmi les fans du style musique chrétienne. Elle est diplômée à la Harpeth Hall School et major à l'Université Furman puis à l'université Vanderbilt, où elle est membre de la sororité Kappa Alpha Theta. Pendant ces études, elle continue à sortir des albums dont My Father's Eyes 1979 (dont le titre sera donné par son futur mari, le musicien Gary Chapman) et Never Alone en 1980. Suivront alors des albums live en 1981 (Amy Grant in Concert et In Concert Volume Two).
1982 voit la sortie de l'album Age to Age qui la révèlera au public. De cet album seront extraits les titres El Shaddai (écrit par Michael Card) et In a Little While. Grant sera récompensée de son premier Grammy Award ainsi que son premier Dove Awards.
'Age to Age devient le premier album de musique chrétienne par un artiste solo à être certifié disque d'or (1983) et le premier album de musique chrétienne à atteindre le disque de platine (1985).
Au milieu des années 1980, Grant commence une tournée et enregistre avec le compositeur Michael W. Smith. Grant et Smith partage une amitié et une complicité artistique qui les amènera à participer l'un l'autre sur leurs albums respectifs.
En 1984, elle sort un nouveau hit Straight Ahead qui sera récompensé d'un nouveau Grammy Awards. Grâce à cette première expérience, elle vend 30 millions d'albums à travers le monde.
L'album Unguarded sortit en 1985 surprendra son public. Le single Find a Way devient la première chanson chrétienne à entrer dans la liste du Top 40 du Billboard, en atteignant la septième place sur le classement Adult Contemporary. Amy Grant obtient son premier numéro 1 en 1986 avec Next Time I Fall, un duo qu'elle interprète avec le chanteur bassiste du groupe Chicago ; Peter Cetera. Cette année-là, elle enregistre également un duo avec le chanteur Randy Stonehill sur l'album Love Beyond Reason, et plus précisément le titre I Could Never Say Goodbye. Elle enregistre aussi The Animals' Christmas avec Art Garfunkel.
L'album Lead Me On (1988) sera nommé par CCM Magazine, meilleur album chrétien contemporain de tous les temps.

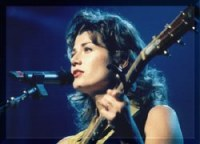
Grant pendant son Behind the Eyes tour en 1998.

Quand Heart in Motion sort en 1991, Grant s'essaie a un style plus proche de la musique pop. La chanson Baby Baby devint un hit pop classé numéro 1 du Billboard Hot 100). "Baby Baby" sera nommé pour un Grammy dans la catégorie Meilleure performance d'une chanteuse pop, et Enregistrement et Chanson de l'année. L'album contiendra d'autres grands succès comme Every Heartbeat (#2), That's What Love Is For (#7), Good For Me (#8), et I Will Remember You (#20).
Heart in Motion est encore aujourd'hui le meilleur album de Amy Grant en termes de ventes : plus de 5 millions de copies à travers le monde furent vendues. Home For Christmas, un album spécial Noël suivit en 1992. L'album contenait la chanson Breath of Heaven (Mary's Song), écrite par Chris Eaton et Grant, et qui fut par la suite souvent repris par de nombreux artistes comme Donna Summer, Jessica Simpson, Vince Gill, Sara Groves, Point of Grace et Barbara Cook.
L'album  House of Love de 1994 continua dans la même lancée la carrière de Grant. Des sonorités plus pop associées à des paroles spirituelles. L'album fut plusieurs fois disque de platine et produisit le succès Lucky One (#18 pop et #2 AC; #1 sur Radio & Records)
Après avoir repris le titre The Things We Do For Love de 10cc  pour le film Mr. Wrong, Grant sortit en septembre 1997 son quinzième album, Behind the Eyes. Bien que cet album ne connut pas le même succès que les deux précédents, il fut tout de même certifié disque d'or. L'album de Noël A Christmas To Remember, suivit et fut lui aussi certifié disque d'or.
2002 signa le retour pour Grant a une musique plus gospel avec la sortie de l'album  Legacy... Hymns and Faith. L'album fut également marqué par l'influence du chanteur Vince Gill avec un mélange de musique bluegrass et gospel. Grant continua avec la sortie en 2003 d'un album à nouveau plus pop ; Simple Things. Malheureusement, le succès ne fut pas aussi grand que pour le précédent album. La même année, Amy Grant fut pourtant intronisée au Temple de la renommée Gospel par la Gospel Music Association.
Grant rejoignit ensuite l'émission de télé-réalité Trois vœux en tant qu'animatrice. L'émission commença à être diffusée sur NBC à l'automne 2005 et fut annulée à la fin de la première saison en raison des coûts de production trop importants. Elle remporta ensuite son sixième Grammy Award pour Rock of Ages... Hymns & Faith.
En avril 2006, un CD/DVD live nommé Time Again...Amy Grant Live fut enregistré à Fort Worth, au Bass Performance Hall. Amy Grant reçut cette année son étoile sur le Walk of Fame d'Hollywood.
Après la sortie d'un livre et d'albums compilation, elle fit ré-éditer son album de 1988 Lead Me On, le 24 juin 2008 pour célébrer ses 20 ans de carrière. L'édition 2CD comprenait l'album original et sur le deuxième disque de nouveaux enregistrements acoustiques, des prestations lives et une interview.

## Vie personnelle
Amy Grant se maria au musicien Gary Chapman le 19 juin 1982. Avec lui, elle eut trois enfants ; Matthew Garrison Chapman (né en 1987), Gloria Mills Chapman (surnommée "Millie", née en 1989), et Sarah Cannon Chapman (née en 1992), qui fut nommée ainsi par rapport à la légende de la musique country Minnie Pearl, une amie de la famille dont le vrai nom était Sarah Ophelia Colley Cannon. Grant demanda le divorce en mars 1999, et il fut prononcé en juin.
En 1994, Grant tourna une vidéo avec Vince Gill. 6 ans plus tard, le 10 mars 2000, elle se maria avec lui. Grant et Gill ont ensemble une fille ; Corinna Grant Gill, née le 12 mars 2001.
En juin 2020, Grant a subi une opération à cœur ouvert pour réparer un retour veineux pulmonaire anormal partiel (rVPa), une maladie cardiaque congénitale.
Le 27 juillet 2022, Grant a été blessée et hospitalisée à la suite d'un accident de vélo qui l'a laissé inconsciente pendant dix minutes et qui lui a causé un traumatisme crânien dont elle s'est complètement remise.

## Discographie

### Albums studio
- Amy Grant (1977)
- My Father's Eyes (1979)
- Never Alone (1980)
- Age to Age (1982)
- A Christmas Album (1983)
- Straight Ahead (1984)
- Unguarded (1985)
- Lead Me On (1988)
- Heart in Motion (1991)
- Home for Christmas (1992)
- House of Love (1994)
- Behind the Eyes (1997)
- A Christmas to Remember (1999)
- Legacy...Hymns and Faith (2002)
- Simple Things (2003)
- Rock of Ages...Hymns and Faith (2005)
- Somewhere Down The Road" (mars 2010)
- How Mercy Looks from Here (normale ou édition deluxe)(mai 2013)
- Be Still And Know... Hymns & Faith (avril 2015)
- Tennessee Christmas (octobre 2016)

### Extended Plays
- Ageless Medley (1983) - EP
- A Moment in Time (1988) - EP
- She Colors My Day (2009) – EP

### Albums live
- Amy Grant In Concert (1981)
- In Concert Volume Two (1981)
- Time Again...Amy Grant Live (2006) – CD/DVD
- Lead Me On Live 1989 (2023)

### Compilations
- The Collection (1986)
- Songs From The Loft (1993)
- Greatest Hits 1986–2004 (2004) – limited edition
- My Best Christmas (2005)
- Greatest Hits (2007)
- The Christmas Collection (2008)
- In Motion (The Remixes) (2014)

## Publications
Grant est l'auteur de plusieurs livres dont un mémoire (Mosaic: Pieces of My Life So Far), et un livre basé sur sa chanson Breath of Heaven (Mary's Song).
- (en) Amy Grant, Amy Grant's Heart to Heart Bible Stories, Fort Worth, Tex., Worthy Pub, 1985 (ISBN 978-0-8344-0130-3, OCLC 16708222, LCCN 85062143), p. 96 pages
- (en) Amy Grant, Breath of Heaven (Mary's Song), Nashville, W Publishing Group, 2001, 64 p. (ISBN 978-0-8499-1732-5, OCLC 50627490, LCCN 2002281002), p. 64 pages
- (en) Amy (Narrator) Grant, Rabbit Ears Beloved Bible Stories : the Creation, Noah and the Ark, New York, Listening Library (Audio), 2006, audio (ISBN 978-0-7393-3709-7)
- (en) Amy Grant, Mosaic : Pieces of My Life So Far, New York, Flying Dolphin Press, 2007, 1re éd. (ISBN 978-0-385-52289-2, OCLC 154309095, LCCN 2007027610), p. 240 pages

## Récompenses
En 2024, au cours de sa carrière, elle a reçu 6 Grammy Awards et 24 Dove Awards.

### Grammy Awards

#### Gagnés
- 2006 – Award – Best Southern, Country, or Bluegrass Gospel Album – Rock of Ages…Hymns & Faith
- 1988 – Award – Best Contemporary Album – Lead Me On
- 1986 – Award – Best Gospel Performance - Unguarded
- 1985 – Award – Best Gospel Performance - Angels
- 1984 – Award – Best Gospel Performance – Ageless Medley
- 1983 – Award – Best Contemporary Album – Age to Age

#### Nominations
- 1994 – Nomination – Children Spoken Word – Lion & the Lamb
- 1992 – Nomination – Album of the Year – Heart in Motion
- 1992 – Nomination – Song of the Year – Baby Baby
- 1992 – Nomination – Record of the Year – Baby Baby
- 1992 – Nomination – Pop Performance Female – Baby Baby

#### Récompenses spéciales
- 2007 Inducted into the Christian Music Hall of Fame and Museum[16],[17]
- 2003 Inducted into the Gospel Music Association “Hall of Fame”
- 2003 Seminar in the Rockies Summit Award
- 2005 Inducted in the Hollywood walk of fame
- 2001 “Nashvillian of the Year”
- 1999 The Nashville Chamber of Commerce, Nashville Symphony and Tennessee Performing Arts Center: “An Evening with the Arts” Honoring Grant’s contributions to the Nashville Performing Arts Community
- 1999 The Target House – The Amy Grant Rose
- 1996 TNN Awards – Sarah Cannon Humanitarian Award
- 1996 Columbia Hospital – Minnie Pearl Humanitarian Award
- 1996 ASCAP Award – Voice of America
- 1996 Academy of Achievement – Golden Plate Award
- 1994 St. John University – Pax Christi Award
- 1994 Nashville Symphony – Harmony Award
- 1992 Junior Chamber of Commerce – Outstanding Tennessean
- 1992 Nomination – American Music Award – Best Rock/Pop Performance by a Female
- 1992 Nomination – MTV Video Music Award – “Baby Baby” Video